# Zalewo (gmina)
Zalewo – gmina miejsko-wiejska w województwie warmińsko-mazurskim, w powiecie iławskim.
Siedziba gminy to Zalewo.
Według danych z 31 grudnia 2010 gminę zamieszkiwało 7365 osób. Natomiast według danych z 31 grudnia 2019 roku gminę zamieszkiwało 6763 osób.
Gmina Zalewo położona jest w zachodniej części województwa warmińsko-mazurskiego, w północnej części powiatu iławskiego. Gmina graniczy z gminami Iława i Susz z powiatu iławskiego, a ponadto z gminami Małdyty i Miłomłyn (powiat ostródzki) oraz gminą Stary Dzierzgoń (województwo pomorskie).
W granicach gminy poza miastem Zalewo znajduje się 29 miejscowości. Największymi (nie licząc Zalewa) są: Półwieś – 392, Dobrzyki – 376 i Jerzwałd – 361 mieszkańców.
Na terenie gminy przebiegają drogi: wojewódzka nr 519 Morąg-Zalewo-Stary Dzierzgoń oraz sieć dróg powiatowych (m.in. Zalewo-Iława, Zalewo-Susz, Zalewo-Rychliki). Odległość miasta Zalewo od drogi krajowej nr 7 wynosi ok. 11 km. Do Iławy (siedziby władz powiatowych) z Zalewa jest około 35 km, do Olsztyna jest ok. 75 km. Odległość Zalewa od stolicy kraju – Warszawy wynosi ok. 270 km.
Wiodącą funkcją gospodarki gminy jest rolnictwo, rozwijające się na bazie gospodarstw indywidualnych. Obszar gminy charakteryzuje się pagórkowatym krajobrazem z licznymi jeziorami.

## Historia
Gmina zbiorowa Zalewo z siedzibą w pozbawionym praw miejskich Zalewie (niem. Saalfeld in Ostpreussen) powstała 30 października 1945 w powiecie morąskim na obszarze okręgu mazurskiego, na terenie tzw. Ziem Odzyskanych. 28 czerwca 1946 gmina weszła w skład nowo utworzonego woj. olsztyńskiego. 14 lutego 1946 gminę zamieszkiwało 2895 mieszkańców. 
Według stanu z 1 lipca 1952 roku gmina Zalewo była podzielona na 13 gromad: Barty, Dobrzyki, Gajdy, Jerzwałd, Kupin, Matyty, Mazanki, Pozorty, Półwieś, Rucewo, Siemiany, Witoszewo i Zalewo.
Gmina została zniesiona 29 września 1954 wraz z reformą wprowadzającą gromady w miejsce gmin.
Gminę Zalewo przywrócono 1 stycznia 1973 w powiecie morąskim w woj. olsztyńskim po reaktywowaniu gmin. W 1973 gmina obejmowała takie nieistniejące współcześnie, a ówcześnie niezamieszkane miejscowości, jak dawne majątki Lipniak czy Nowiny Bądeckie, leśniczówka Nowiny Kiemańskie, osada Lisówka czy przysiółki Uroczysko (poczta Boreczno) i  Młynik oraz gajówka Rozdroże (dwa ostatnie - poczta Janiki Wielkie). W latach 1975–1998 gmina położona była w województwie olsztyńskim.
Od 1999 roku znajduje się w powiecie iławskim w województwie warmińsko-mazurskim.

## Struktura powierzchni
Według danych z roku 2002 gmina Zalewo ma obszar 254,34 km², w tym:
- użytki rolne: 53%
- użytki leśne: 19%

Gmina stanowi 18,36% powierzchni powiatu.

## Demografia
Dane z 31.12.2017 roku
| Opis                              | Ogółem | Ogółem | Kobiety | Kobiety | Mężczyźni | Mężczyźni |
| --------------------------------- | ------ | ------ | ------- | ------- | --------- | --------- |
| jednostka                         | osób   | %      | osób    | %       | osób      | %         |
| populacja                         | 6 852  | 100    | 3 412   | 49,8    | 3 440     | 50,2      |
| gęstość zaludnienia (mieszk./km²) | 27     | 27     | 13      | 13      | 14        | 14        |

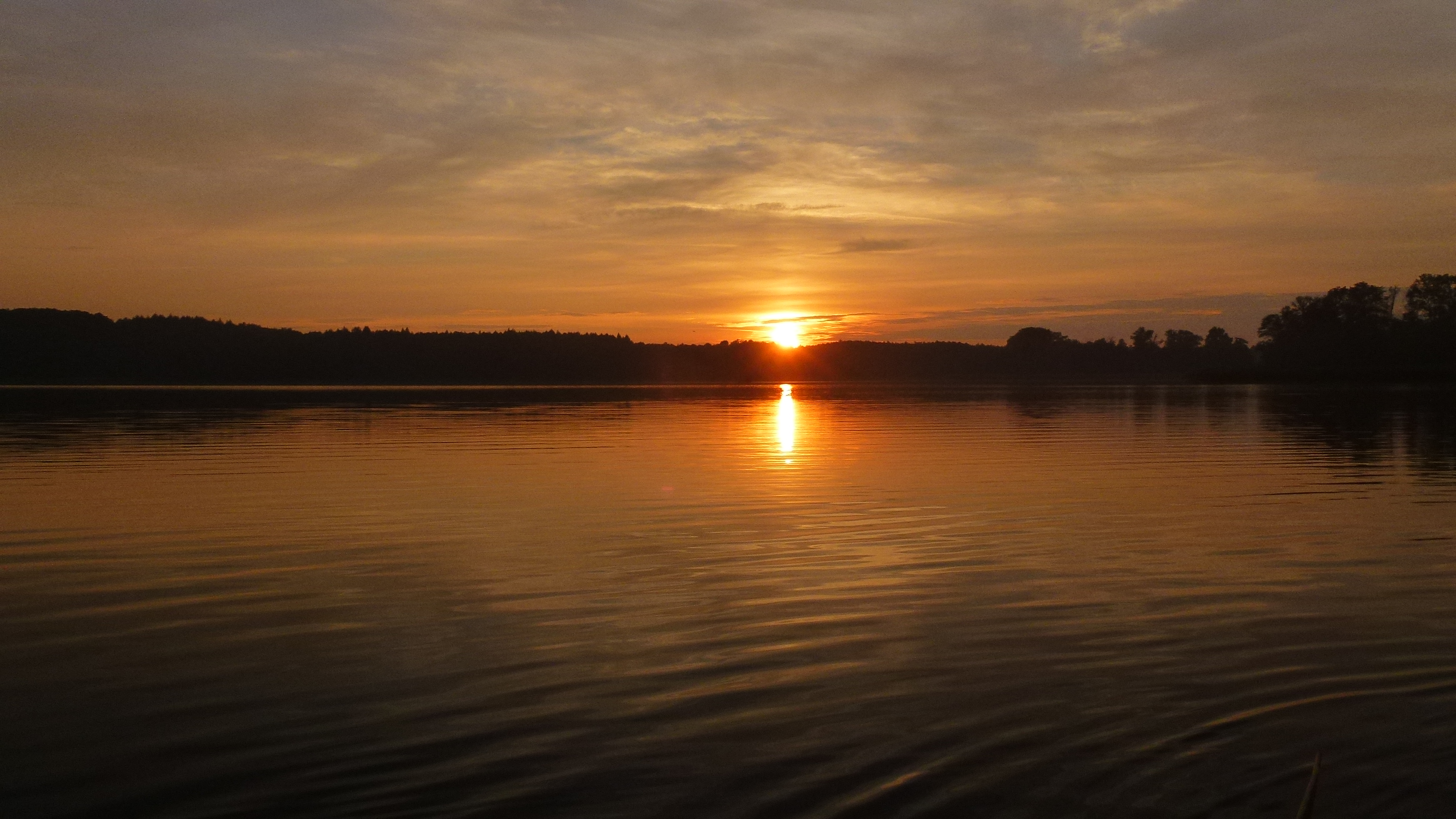
Gmina zalewo

Według danych 31.12.2003 r., w gminie mieszkało 7569 osób, z tego ludność miejska liczyła 2403 mieszkańców, wiejska – 5166 mieszkańców, liczba gospodarstw domowych – 2196, liczba mieszkań zamieszkanych na stałe – 1868 (dane z Urzędu Miejskiego w Zalewie).
Gęstość zaludnienia gminy wynosi 30 osób/1 km² i jest o ponad połowę mniejsza od średniej w województwie. Saldo migracji zarówno w odniesieniu do miasta, jak i gminy Zalewo charakteryzuje się w ostatnim okresie wartościami ujemnymi.
- Piramida wieku mieszkańców gminy Zalewo w 2014 roku[1].

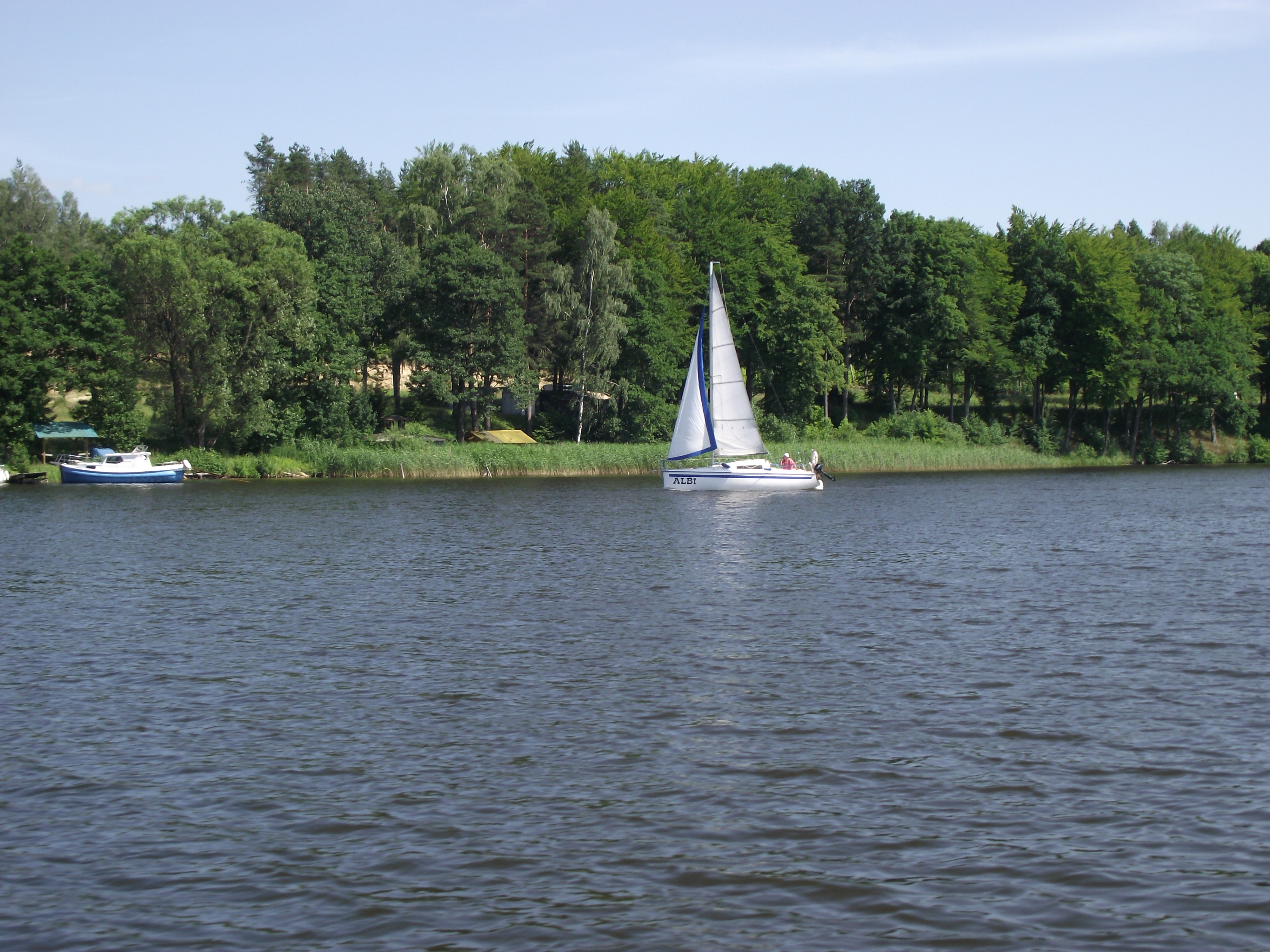

## Sąsiednie gminy
Iława, Małdyty, Miłomłyn, Stary Dzierzgoń, Susz